# Rambez
Rambez era una comuna francesa que estaba situada en el departamento de Jura, de la región de Borgoña-Franco Condado, que en 1823 pasó a formar parte de la comuna de Beaufort.

## Demografía
| Gráfica de evolución demográfica de Rambez entre 1793 y 1821 |
|                                                              |

Los datos demográficos contemplados en este gráfico se han cogido de la página francesa EHESS/Cassini.